# Campionat de Zúric 1988
L'edició del 1988 fou la 73a del Campionat de Zuric. La cursa es disputà el 21 d'agost de 1988, pels voltants de Zúric i amb un recorregut de 237,5 quilòmetres. El vencedor final fou el neerlandès Steven Rooks, que s'imposà per davant de Rolf Sørensen i Tony Rominger.

## Classificació final
|    | Ciclista           | Equip               | Temps      |
| -- | ------------------ | ------------------- | ---------- |
| 1  | Steven Rooks       | PDM-Ultima-Concorde | 6h 00' 38" |
| 2  | Rolf Sørensen      | Ariostea-Gres       | m. t.      |
| 3  | Tony Rominger      | Chateau d'Ax        | m. t.      |
| 4  | Martial Gayant     | Toshiba-Look        | m. t.      |
| 5  | Luc Roosen         | Roland-Colnago      | m. t.      |
| 6  | Phil Anderson      | TVM-Van Schilt      | + 7"       |
| 7  | Adrie van der Poel | PDM-Ultima-Concorde | + 18"      |
| 8  | Claude Criquielion | Hitachi-Bosal       | + 28"      |
| 9  | Mauro Gianetti     | Weinmann-La Suisse  | m. t.      |
| 10 | Alan Peiper        | Panasonic-Isostar   | m. t.      |